# L'ultimo Abenzerraggio

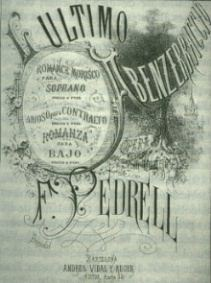
Carton de l'opéra

L'ultimo Abenzerraggio (Le Dernier Abencérage) est un opéra en quatre actes de Felipe Pedrell i Sabaté.

## Présentation
Inspiré par la nouvelle Les Aventures du dernier Abencerage de Chateaubriand, l'opéra est composé en 1867 par le compositeur Felipe Pedrell, qui effectue plusieurs versions jusqu'à la définitive de 1889. L'opéra est écrit en italien par Francesc Fors de Casamajor et il est créé au Grand théâtre du Liceu de Barcelone le 14 avril 1874,.
Bien qu'il n'ait fait l'objet que de cinq représentations, il reçoit un accueil favorable tant du public que de la critique.
La partition est publiée en 1874 par l'éditeur Andrés Vidal y Roger de Barcelone, et dédiée à la cantatrice Ebe Trèves, interprète lors de la création de l'opéra, pour sa partie chantée. Il en est de même pour Giuseppina Borsi de Giuli.

## Interprètes
Ce sont les cantatrices Giuseppina Borsi de Giuli (fille de la soprano Teresa de Giuli Borsi) et Ebe Trèves (nom réel Anna Giustina Ebe), ainsi que les chanteurs Carlo Carpi, Antonio Vidal et Francesc Viñals qui interprètent l'œuvre, dirigée par le chef d'orchestre Eusebi Dalmau.